# Coleocephalocereus estevesii
Coleocephalocereus estevesii là một loài thực vật có hoa trong họ Cactaceae. Loài này được Diers mô tả khoa học đầu tiên năm 1978.